# Paul Giamatti
Paul Edward Valentine Giamatti (n. 6 iunie 1967, New Haven, Connecticut, SUA) este un actor american.

## Filmografie

### Film
| An   | Titlu                               | Rol                              | Note                                   |
| ---- | ----------------------------------- | -------------------------------- | -------------------------------------- |
| 1990 | She'll Take Romance                 | Heckler #2                       | Film de televiziune                    |
| 1991 | Past Midnight                       | Larry Canipe                     |                                        |
| 1992 | Singles                             | Kissing Man                      |                                        |
| 1995 | Mighty Aphrodite                    | Extras Guild Researcher          |                                        |
| 1995 | Sabrina                             | Scott                            |                                        |
| 1996 | Breathing Room                      | George                           |                                        |
| 1996 | Before and After                    | Member of the Jury               | necreditat                             |
| 1997 | Arresting Gena                      | Detective Wilson                 |                                        |
| 1997 | Donnie Brasco                       | FBI Technician                   |                                        |
| 1997 | Private Parts                       | Kenny "Pig Vomit" Rushton        |                                        |
| 1997 | My Best Friend's Wedding            | Richard the Bellman              |                                        |
| 1997 | Deconstructing Harry                | Professor Abbot                  |                                        |
| 1997 | A Further Gesture                   | Hotel Clerk                      |                                        |
| 1998 | The Truman Show                     | Control Room Director            |                                        |
| 1998 | Dr. Dolittle                        | Blaine                           |                                        |
| 1998 | Tourist Trap                        | Jeremiah Piper                   | Film de televiziune                    |
| 1998 | The Negotiator                      | Rudy Timmons                     |                                        |
| 1998 | Saving Private Ryan                 | Sgt. Hill                        |                                        |
| 1998 | Safe Men                            | Veal Chop                        |                                        |
| 1998 | Winchell                            | Herman Kurfeld                   | Film de televiziune                    |
| 1999 | Cradle Will Rock                    | Carlo                            |                                        |
| 1999 | Man on the Moon                     | Bob Zmuda/Tony Clifton           |                                        |
| 2000 | If These Walls Could Talk 2         | Ted Hedley                       | Film de televiziune; Segmentul: "1961" |
| 2000 | Big Momma's House                   | John Maxwell                     |                                        |
| 2001 | Duets                               | Todd Woods                       |                                        |
| 2001 | Storytelling                        | Toby Oxman                       | Segmentul: "Non-Fiction"               |
| 2001 | Planet of the Apes                  | Limbo                            |                                        |
| 2002 | Big Fat Liar                        | Marty Wolf                       |                                        |
| 2002 | Thunderpants                        | Johnson J. Johnson               |                                        |
| 2003 | American Splendor                   | Harvey Pekar                     |                                        |
| 2003 | The Pentagon Papers                 | Anthony Russo                    | Film de televiziune                    |
| 2003 | Paycheck                            | Shorty                           |                                        |
| 2003 | Confidence                          | Gordo                            |                                        |
| 2004 | Sideways                            | Miles Raymond                    |                                        |
| 2005 | Robots                              | Tim the Gate Guard (voce)        |                                        |
| 2005 | The Fan and the Flower              | Narrator                         | Scurtmetraj                            |
| 2005 | Cinderella Man                      | Joe Gould                        |                                        |
| 2006 | Asterix and the Vikings             | Asterix (voce)                   | dublaj în engleză                      |
| 2006 | The Hawk Is Dying                   | George Gattling                  |                                        |
| 2006 | The Illusionist                     | Chief Inspector Uhl              |                                        |
| 2006 | Lady in the Water                   | Cleveland Heep                   |                                        |
| 2006 | The Ant Bully                       | Stan Beals (voce)                |                                        |
| 2007 | The Nanny Diaries                   | Mr. X                            |                                        |
| 2007 | Shoot 'Em Up                        | Karl Hertz                       |                                        |
| 2007 | Too Loud a Solitude                 | Hanta (voce)                     |                                        |
| 2007 | Fred Claus                          | Nicholas "Nick" Claus            |                                        |
| 2008 | Pretty Bird                         | Rick                             | + producător                           |
| 2009 | Duplicity                           | Richard "Dick" Garsik            |                                        |
| 2009 | Cold Souls                          | Paul                             |                                        |
| 2009 | The Haunted World of El Superbeasto | Dr. Satan/Steve Wachowski (voce) |                                        |
| 2009 | The Last Station                    | Vladimir Chertkov                |                                        |
| 2010 | Barney's Version                    | Barney Panofsky                  |                                        |
| 2011 | Win Win                             | Mike Flaherty                    |                                        |
| 2011 | Ironclad                            | King John                        |                                        |
| 2011 | The Hangover Part II                | Kingsley                         |                                        |
| 2011 | The Ides of March                   | Tom Duffy                        |                                        |
| 2011 | Too Big to Fail                     | Ben Bernanke                     | Film de televiziune                    |
| 2012 | Rock of Ages                        | Paul Gill                        |                                        |
| 2012 | Cosmopolis                          | Benno Levin                      |                                        |
| 2012 | John Dies at the End                | Arnie Blondestone                | + producător                           |
| 2013 | Turbo                               | Chet (voce)                      |                                        |
| 2013 | The Congress                        | Dr. Baker                        |                                        |
| 2013 | Romeo and Juliet                    | Friar Laurence                   |                                        |
| 2013 | Parkland                            | Abraham Zapruder                 |                                        |
| 2013 | 12 Years a Slave                    | Theophilus Freeman               |                                        |
| 2013 | All Is Bright                       | Dennis                           | + producător                           |
| 2013 | Saving Mr. Banks                    | Ralph                            |                                        |
| 2014 | Ernest & Celestine                  | Rat Judge (voce)                 | dublaj în engleză                      |
| 2014 | River of Fundament                  | Ptah-Nem-Hotep                   |                                        |
| 2014 | The Amazing Spider-Man 2            | Aleksei Sytsevich/Rhino          |                                        |
| 2014 | Love and Mercy                      | Dr. Eugene Landy                 |                                        |
| 2014 | Madame Bovary                       | Monsieur Homais                  |                                        |
| 2015 | Giant Sloth                         | Gordon Boonewell (voce)          | Scurtmetraj                            |
| 2015 | The Little Prince                   | The Teacher (voce)               |                                        |
| 2015 | San Andreas                         | Lawrence                         |                                        |
| 2015 | Straight Outta Compton              | Jerry Heller                     | Post-producție                         |
| 2016 | Ratchet & Clank                     | Chairman Drek (voce)             | Post-producție                         |

### Televiziune
| An        | Titl                                            | Rol                          | Note                                                |
| --------- | ----------------------------------------------- | ---------------------------- | --------------------------------------------------- |
| 1994      | NYPD Blue                                       | Man in Sleeping Bag          | Episodul: "You Bet Your Life"                       |
| 1995      | New York News                                   | Dr. Wargner                  | Episodul: "Past Imperfect"                          |
| 1996      | The Show                                        | Jeffrey Roffman              | Episodul: "Pilot"                                   |
| 1998      | Homicide: Life on the Street                    | Harry Tjarks                 | Episodul: "Pit Bull Sessions"                       |
| 1999      | American Experience                             | Narrator                     | Episodul: "New York: Part V - Cosmopolis"           |
| 2001      | King of the Hill                                | Mr. McKay (voce)             | Episodul: "It's Not Easy Being Green"               |
| 2005      | Saturday Night Live                             | Host                         | Episodul: "Paul Giamatti/Ludacris featuring Sum-41" |
| 2006      | The Amazing Screw-On Head                       | Screw-On Head (voce)         | Pilot                                               |
| 2008      | John Adams                                      | John Adams                   | 7 episoade                                          |
| 2010      | 30 Rock                                         | Ritchie                      | Episodul: "When It Rains, It Pours"                 |
| 2011      | Prohibition                                     | El însuși                    | Documentar                                          |
| 2013      | Downton Abbey                                   | Harold Levinson              | Episodul: "The London Season"                       |
| 2014      | Ken Burns: The Roosevelts - An Intimate History | Vocea lui Theodore Roosevelt | Documentar                                          |
| 2014–2015 | Inside Amy Schumer                              | God / Juror #10              | 2 episoade                                          |
| 2014      | Hoke                                            | Hoke Mosely                  | Pilot; + producător executiv                        |

### Jocuri video
| An   | Titlu  | Rol              |
| ---- | ------ | ---------------- |
| 1996 | Ripper | Doctor Bud Cable |

### Cărți audio
| An   | Titlu            | Autor          |
| ---- | ---------------- | -------------- |
| 2006 | A Scanner Darkly | Philip K. Dick |